# Avril 2020
 (avril 2020).
Si vous disposez d'ouvrages ou d'articles de référence ou si vous connaissez des sites web de qualité traitant du thème abordé ici, merci de compléter l'article en donnant les références utiles à sa vérifiabilité et en les liant à la section « Notes et références ».
Avril 2020 est le 4e mois de l'année 2020.

## Climat et environnement
Le 16 avril, l'Agence spatiale européenne publie des cartes confirmant une baisse de la teneur de dioxyde d'azote dans l'air des grandes villes d'Europe entre le 13 mars et le 13 avril, grâce à la baisse d'activité industrielle et des transports provoquée par la Pandémie de Covid-19, dont -47 % à Milan, -48 % à Madrid, -49 % à Rome et -54 % à Paris. De plus, à Athènes (capitale de la Grèce), et au-delà de l'Europe à New Delhi (capitale de l'Inde), le smog diminue énormément de manière visible à l’œil nu. Dans une étude publiée le 30 avril, le Centre de recherche sur l'énergie et l'air propre d'Helsinki estime que l'amélioration de la qualité de l'air grâce au confinement a permis d'éviter en Europe 11 300 décès liés à la pollution. Un article publié dans Nature Climate Change le 19 mai révèle qu'au pic mondial du confinement, le 7 avril, les émissions mondiales ont diminué de -17 %.
Sans lien avec la pandémie, une série d'incendies de forêt se déclarent dans la Zone d'exclusion de Tchernobyl, ce qui entraîne un taux de radioactivité 16 fois supérieur à la normale dans cette zone. Entre les fumées dégagées par ces incendies, d'autres émises par l’incinération massive des herbes sèches par des villageois (pratique très répandue en Ukraine) et une tempête de sable qui frappe la capitale ukrainienne le 16 avril, le 17 Kiev devient temporairement la ville la plus polluée au monde.
Selon les données de Copernicus, le mois d'avril 2020 est le deuxième mois d'avril le plus chaud recensé, dépassant à cette place le mois d'avril 2019 de 0,08 °C, et n'étant derrière le mois d'avril le plus chaud, celui d'avril 2016, que de 0,01 °C.

## Évènements
La pandémie de Covid-19 est toujours en cours, diminue en Chine, mais reste forte en Europe et s'intensifie en Amérique et en Afrique. À la fin du mois, des pics de nouveaux cas recensés de la maladie de Kawasaki (bien que faible en nombres absolus) dans plusieurs pays d'Europe amènent les chercheurs à s'interroger sur un lien entre la covid-19 et cette maladie, et de manière plus générale si elle aurait une cause infectieuse et/ou serait liée à une surproduction de cytokine.
- 1er avril : 24e recensement des États-Unis.
- 3 avril : officiellement plus d'un million de personnes détectées sont infectées par la Covid-19, dans plus de 170 pays[7].
- 4 avril :
  - au Royaume-Uni, Keir Starmer remplace Jeremy Corbyn à la tête du Parti travailliste ;
  - une attaque au couteau tue deux personnes et en blesse cinq à Romans-sur-Isère (Drôme) en France.
- 5 avril : 
  - Au Mexique, des membres de La Línea (alliés du Cartel de Juárez) prennent en embuscade des membres de Gente Nueva (part du Cartel de Sinaloa) sur un chemin de terre proche de Madera (Chihuahua), tuant 19 d'entre-eux[8] ;
  - attaque de Bani Bangou au Niger.
- 6 avril :
  - attaque de Bamba au Mali ;
  - le Département d'État des États-Unis place le groupe monarchiste et suprémaciste blanc « Mouvement impérial russe », et trois de ses chefs Stanislav Vorobiev, Denis Gariev et Nikolaï Trouchtchalov, sur la liste noire du terrorisme international, il s'agit de la première fois que les États-Unis inscrivent un groupe suprémaciste blanc sur cette liste[9] ;
  - des incendies sont détectés dans les forêts de la Zone d'exclusion de Tchernobyl.
- 8 avril :
  - en Oman, le sultan d'Oman, Haïtham ben Tariq, gracie 599 prisonniers, dont 336 étrangers[10] ;
  - fin de l'Opération Colère de Bohama menée par l'armée tchadienne contre l'État islamique en Afrique de l'Ouest et contre Boko Haram sur les îles du lac Tchad.
- 9 avril :
  - en Irak, le chef du renseignement Moustafa Al-Kazimi est nommé Premier ministre[11].
  - En Syrie la bataille de bataille d'al-Soukhna commence.
- 10 avril :
  - selon un comptage de l'Agence France-Presse, la barre des 100 000 morts liés à la Pandémie de Covid-19 dans le monde est dépassée[12].
  - Le coordonnateur humanitaire des Nations unies pour la Libye condamne la coupure de l'approvisionnement en eau de la capitale  Tripoli, après qu'un groupe armé s'est emparé d'un poste de contrôle du Grand fleuve artificiel. Le groupe armé utiliserait, semble-t-il, la coupure d'eau, qui touche deux millions de personnes, pour obtenir la libération des membres de la famille détenus[réf. souhaitée].
  - En République démocratique du Congo, dans un revers majeur pour les efforts visant à déclarer la fin de l'épidémie, la République démocratique du Congo signale le premier cas d'ebola depuis février 2020. L'épidémie a tué plus de 2200 personnes depuis août 2018[13].
- 11 avril : le Tchad met fin à sa participation militaire avec la Force opérationnelle multinationale mixte (MNJTF) contre Boko Haram, affirmant que les forces terrestres tchadiennes ne fonctionneront plus en dehors de ses frontières[réf. souhaitée].
- 12 avril :
  - Au Royaume-Uni, le ministère de la Santé et des Affaires sociales, rapporte 737 décès supplémentaires dus à la COVID-19, portant le nombre de morts au Royaume-Uni à 10 612. Le Royaume-Uni devient le troisième pays d'Europe, après l'Italie et l'Espagne, à dépasser 10 000 décès dus à la COVID-19[réf. souhaitée].
  - Au Bangladesh l'ancien officier de l'armée du Bangladesh, Abdul Majed, est exécuté pour sa participation à l'assassinat en 1975 de Sheikh Mujibur Rahman, le premier président du pays[réf. nécessaire]..
- 13 avril :
  - En France, le confinement de la population est prolongé jusqu'au 11 mai ;
  - La Turquie libérera un tiers de ses prisonniers pour freiner la propagation de la COVID-19. Au moins 45 000 prisonniers seront libérés jusqu'à la fin du mois de mai, à l'exception des personnes accusées d'infractions terroristes, ainsi que des journalistes et des politiciens accusés d'avoir comploté la tentative de coup d'État de 2016[réf. nécessaire].
- 14 avril :
  - élections législatives aux Kiribati (1er tour) ;
  - le président américain Donald Trump annonce que les États-Unis suspendent le financement de l'Organisation mondiale de la santé (OMS) dans l'attente d'une enquête[14].
- 15 avril :
  - élections législatives en Corée du Sud remportées par le Parti Minju (centre) :
  - découverte de l'exoplanète Kepler-1649 c qui présente des similitudes avec la Terre[15].
- 16 avril : le président brésilien Jair Bolsonaro, qui minimise la gravité de la pandémie de Covid-19 dans son pays (alors que c'est à ce moment le pays d'Amérique du Sud le plus touché par la pandémie) et s'oppose aux mesures de confinement pour des raisons économiques, limoge son ministre de la santé, Luiz Henrique Mandetta, médecin de formation, car il prônait le confinement et la distanciation sociale, il est remplacé par l'oncologue Nelson Teich[16].
- 17 avril : le bureau des droits de l'homme des Nations unies indique que le Myanmar mène des frappes aériennes quotidiennes dans les États de Rakhine et de Chin et qu'au moins 32 civils (principalement des femmes et des enfants) ont été tués depuis le 23 mars. L'armée arakan a unilatéralement déclaré un cessez-le-feu d'un mois pour combattre la pandémie de COVID-19, mais l'armée a rejeté le cessez-le-feu en disant qu'un précédent cessez-le-feu n'avait pas été respecté par les insurgés[réf. souhaitée].
- 18 et 19 avril : une tuerie en Nouvelle-Écosse (Canada) fait 23 morts.
- 19 avril :
  - élections législatives au Mali (2e tour).
  - En Libye, les Forces armées libyennes du GNA soutenues par la Turquie avancent sur la ville clé de Tarhuna dans le district de Murqub, capturant des dizaines de loyalistes de Khalifa Haftar et plusieurs véhicules après avoir envahi un camp militaire de l'armée nationale libyenne[réf. souhaitée].
- 20 avril :
  - pour la première fois de l'histoire, le cours du baril de pétrole américain est négatif. Au soir du 20 avril, il atteint les -33.75 dollars, soit une baisse de -284 %.
  - En Israël, le Premier ministre Benjamin Netanyahou et le leader de l'Alliance bleue et blanche Benny Gantz s'entendent sur un accord pour former un gouvernement d'unité, mettant ainsi fin à plus d'un an d'impasse politique. Dans le cadre de l'accord, Netanyahou conservera son poste pendant 18 mois supplémentaires, Gantz le remplaçant par la suite[17].
- 21 avril :
  - élections législatives aux Kiribati (2e tour) ;
  - dans le village de Baakline et les forêts environnantes, au Liban, un homme, Mazen Harfouche, poignarde mortellement sa femme, puis commet une série de neuf meurtres par arme à feu (trois Libanais, dont ses deux frères, et six Syriens, dont deux enfants) avant de s'enfuir ; il est arrêté par la police libanaise le 23 mars dans un village voisin, avoue sa culpabilité et explique qu'il « soupçonnait sa femme de le tromper avec son frère »[18],[19] ; avec un bilan de 10 morts il s'agit de la pire tuerie de masse non-terroriste commise au Liban depuis la fin de la Guerre du Liban[20].
- 22 avril :
  - le Liban légalise le cannabis médical, devenant le premier pays arabe à prendre cette décision[21] ;
  - au Soudan, le Conseil de souveraineté et le Conseil des ministres (les autorités de transition depuis la Révolution soudanaise) inscrivent les mutilations génitales féminines comme crime passible de 3 ans de prison dans le code pénal[22].
- 24 avril :
  - 13 rangers et 5 civils sont tués par des rebelles dans le parc national des Virunga en République démocratique du Congo.
  - le ministre de la justice brésilien, Sérgio Moro, démissionne à la suite du limogeage du chef de la police fédérale Mauricio Valeixo par le président Bolsonaro ; selon Moro, Valeixo a été limogé car il a refusé de faire remonter à Bolsonaro des informations sur les enquêtes que le Tribunal suprême fédéral mène contre lui[23] ;
  - démission surprise du ministre de l'intérieur du Pérou, Carlos Moran, critiqué à cause du fort nombre de policiers péruviens atteints par la Covid-19[24] ;
  - en Arabie saoudite, la Cour suprême abolit les peines de flagellation, et remplace celles déjà prononcées par des peines d'amende ou de prison[25].
- 26 avril : la peine de mort pour les mineurs est abolie par décret royal en Arabie saoudite et remplacée par des peines de détention en centre pour mineurs de maximum 10 ans[26]; au moins 6 hommes qui avaient été condamnés à mort pour avoir participé à une manifestation anti-gouvernementale alors qu'ils étaient mineurs devraient être épargnés grâce à cette mesure[26].
- 27 avril :
  - à la suite des accusations émises par l'ancien ministre de la justice Sergio Moro lors de sa démission, le Tribunal suprême fédéral du Brésil ouvre une enquête contre le président Jair Bolsonaro pour ingérence dans des affaires judiciaires le concernant, prévarication et obstruction à la justice[27] ; si les accusations sont fondées, cela pourrait provoquer une procédure de destitution[27] ;
  - en France :
    - la cinquième naissance en captivité d'un Langur de François en un siècle est annoncée, dans le jardin zoologique du Muséum de Besançon ;
    - une attaque à Colombes fait 3 blessés.
- 28 avril : en Syrie, sur le marché d'Afrine dans la zone contrôlée par la Turquie et ses alliés, un attentat non-revendiqué au camion-citerne piégé fait au moins 52 morts et 50 blessés ;
- 30 avril : au Tchad, l'Assemblée nationale vote l'abolition de la peine de mort à une large majorité[28] ; les 4 derniers détenus du pays condamnés à mort en attente de leur peine ne seront pas exécutés[28].